# Куницын, Никифор Иванович
Никифор Иванович Куницын (1909 года, Солдатское — 1987 год) — старший агроном семеноводческого совхоза имени 2-й Пятилетки Министерства совхозов СССР, Первомайский район Одесской области, Украинская ССР. Герой Социалистического Труда (1948).

## Биография
Родился в 1909 году в крестьянской семье в селе Солдатское (сегодня — в Кировоградской области). После окончания сельскохозяйственного техникума работал старшим агрономом в одном из совхозов Первомайского района Одесской области. В 1932—1922 годах служил в Красной Армии. В 1938 году учился на курсах повышения квалификации при Московской сельскохозяйственной академии им. К. А. Тимирязева, после окончания которой был назначен старшим агрономом семеноводческого совхоза «2-я пятилетка» Первомайского района.
С началом Великой Отечественной войны эвакуировался вместе с совхозом на восток. В 1942 году призван на фронт. Воевал на Ленинградском и Первом Белорусском фронтах радистом-пулеметчиком на танке Т-34 командира роты 1-го танкового батальона 220-й отдельной танковой Гатчинской Краснознаменной бригады, старшина. В 1943 году вступил в ВКП(б).
После демобилизации вернулся в родное хозяйство. В 1947 году рабочими семеноводческого совхоза «2-я пятилетка», в котором старшим агрономом был Никифор Куницые, было собрано в среднем по 30,27 центнера зерна с каждого гектара на участке площадью в 84, 4 гектара. За эти выдающиеся достижения был удостоен в 1948 году звания Героя Социалистического Труда.
Позднее более двадцати лет возглавлял ордена Трудового Красного Знамени совхоз «Акмечетские ставки» Доманевского района Николаевской области.
Скончался в 1988 году.

## Награды
- Герой Социалистического Труда — указом Президиума Верховного Совета СССР от 13 марта 1948 года
- Орден Ленина (13.03.1948)
- Орден Красной Звезды (13.04.1945)
- Орден Отечественной войны 1 и 2 степени (12.06.1945; 06.04.1985)
- Медаль «За отвагу» (20.08.1943)
- Медаль «За взятие Берлина»
- Медаль «За оборону Ленинграда»